# 妙典寺 (鎌倉市)
妙典寺（みょうでんじ）は、神奈川県鎌倉市腰越にある日蓮宗の寺院。旧本山は比企谷妙本寺、池上法縁。龍口寺輪番八ヶ寺の一つ。

## 概要
正和2年（1313年）、天目が建立した。
日蓮が仏法の力によって処刑を免れたといわれる聖地・龍口刑場を護持するために建てられた腰越六寺のひとつとされる。
本堂の裏手に傾斜地を伴う墓苑がある。墓参用モノライダー（モノレール）が設置され、高台からは江ノ島などが展望できる。
| 高台から片瀬江ノ島方面を展望 |  | 本堂とモノライダー |  | 4人乗り搬器 |
| 高台から片瀬江ノ島方面を展望 |  | 本堂とモノライダー |  | 4人乗り搬器 |

## 交通
- 江ノ島電鉄腰越駅より徒歩4分

## 参考資料
- 『鎌倉の寺小事典』かまくら春秋社
- 「深澤庄 妙典寺」『大日本地誌大系』 第40巻新編相模国風土記稿5巻之105村里部鎌倉郡巻之37、雄山閣、1932年8月。NDLJP:1179240/94。